# (Nice Dream)
(Nice Dream) è un brano musicale del gruppo musicale britannico Radiohead, sesta traccia del secondo album in studio The Bends, pubblicato il 13 marzo 1995 dalla Parlophone.

## Descrizione
Il brano fu realizzato presso i Manor Studio sotto la supervisione del produttore John Leckie. L'intenzione di quest'ultimo era quella di ricreare un'atmosfera simile a quella del brano My Sweet Lord di George Harrison, mettendola in maniera adeguata alle frasi un "angelo buono", un "giardino" e un senso di misteriosa appartenenza. Dopo che il frontman Thom Yorke venne a sapere che Leckie aveva recentemente usato gli strumenti ad arco in un album dei Ride, i rivali della band a Oxford dell'epoca, furono banditi il violino e il violoncello.
Per il testo, Yorke si era ispirato al romanzo Ghiaccio-nove di Kurt Vonnegut, il quale parla di una sostanza in grado di congelare istantaneamente tutta l'acqua del pianeta, con conseguenze catastrofiche. A questo si riferiscono le parole «the sea would eletrocute us all» («il mare ci folgorerebbe tutti»).

### Nella cultura di massa
Il brano è stato utilizzato all'interno della sitcom How I Met Your Mother nell'episodio Miracoli.